# Chinweizu Ibekwe
Chinweizu (né le 26 mars 1943) est un critique, essayiste, poète et journaliste nigérian. Bien qu'il se soit identifié et soit simplement connu sous le nom de Chinweizu, il est né Chinweizu Ibekwe. Pendant ses études aux États-Unis pendant le mouvement Black Power, Chinweizu est devenu influencé par la philosophie du Black Arts Movement.